# Resolució 1377 del Consell de Seguretat de les Nacions Unides
La Resolució 1377 del Consell de Seguretat de les Nacions Unides fou adoptada per unanimitat en la trobada ministerial del 12 de novembre de 2001. El Consell va adoptar una declaració sobre els esforços per eliminar el terrorisme internacional.
El Consell de Seguretat, que comprèn els ministres d'afers exteriors, va recordar les resolucions 1269 (1999), 1368 (2001) i 1373 i va declarar que el terrorisme internacional constitueix una greu amenaça per a la pau i la seguretat internacionals en el segle XXI i un repte per a tots els Estats i per a tota la humanitat. Va condemnar tots els actes terroristes com a criminals i injustificables.
La declaració va subratllar que el terrorisme era contrari als principis consagrats a la Carta de les Nacions Unides, posava en perill vides i amenaçava el desenvolupament social i econòmic de tots els països i l'estabilitat global en el seu conjunt. A més, afirmava que era necessari un enfocament sostingut i global per combatre el terrorisme. Per a això es requerien esforços per ampliar l'entesa entre civilitzacions i abordar conflictes i qüestions globals.
Acollint amb beneplàcit el compromís dels estats membres de lluitar contra el terrorisme internacional, el Consell convidava a tots els països a aplicar la Resolució 1373 i ajudar els altres a fer-ho. El Consell de Seguretat també va reconèixer els progressos realitzats pel Comitè contra el Terrorisme i va assenyalar que alguns països demanaven assistència en l'aplicació de totes les disposicions de la Resolució 1373. Va convidar al Comitè contra el Terrorisme a explorar formes d'ajudar els estats, promoure la millor pràctica, identificar programes tècnics, financers, regulatoris, legislatius o d'altres tipus d'assistència i examinar les sinergies dels enllaços entre els programes.
Finalment, la declaració va demanar a tots els estats que intensifiquessin els esforços per eliminar el terrorisme internacional.